# Mọt sách
Mọt sách là một thuật ngữ dùng để chỉ những người yêu thích đọc sách, đam mê tìm hiểu kiến thức từ sách và luôn muốn tìm kiếm những cuốn sách mới để mở rộng kiến thức của mình. Mọt sách có thể là những người đọc sách chuyên nghiệp, các nhà văn, nhà báo, nhà nghiên cứu hay chỉ đơn giản là những người đam mê đọc sách và cảm thấy hạnh phúc khi được đắm mình trong thế giới của từng cuốn sách.
Mọt sách là những người yêu thích đọc sách và đam mê văn học. Tích cực ở đây có nghĩa là họ đang phát triển và nâng cao trình độ đọc và hiểu sách của mình. Họ đang tìm kiếm kiến thức và thông tin mới, tạo ra những trải nghiệm tuyệt vời, và trở thành những người thông minh hơn. Mọt sách tích cực còn có thể truyền cảm hứng cho những người khác để đọc sách và tìm kiếm kiến thức.
Việc đọc sách chỉ là một thói quen, một sở thích cá nhân và không có liên quan trực tiếp đến tính cách hay hành vi của một người. Tuy nhiên, đọc sách có thể giúp cho một người trở nên thông minh hơn, có kiến thức sâu rộng và có khả năng suy nghĩ phản biện tốt hơn. Điều này có thể giúp cho người đó đạt được nhiều thành công trong cuộc sống và tốt cho sự phát triển của xã hội nói chung.